# منوچهر اخضرپور
منوچهر اخضرپور (زاده ۱۲ اسفند ۱۳۱۵ - درگذشته ۱۵ بهمن ۱۳۹۱) بازیگر سینما اهل ایران بود.

## دستیار کارگردان
- یک اصفهانی در سرزمین هیتلر (۱۳۵۶)
- شوهر جونم عاشق شده (۱۳۵۵)

## فیلم شناسی
- تصمیم نهایی   (۱۳۸۰)
- تو را دوست دارم (۱۳۷۸)
- جان سخت (۱۳۷۶)
- فرار بزرگ (۱۳۷۶)
- ارابه مرگ (۱۳۷۵)
- هفت گذرگاه (۱۳۷۴)
- رانده شده (۱۳۶۸)
- اشک رقاصه (۱۳۵۶)
- یک اصفهانی در سرزمین هیتلر (۱۳۵۶)
- شوهر جونم عاشق شده (۱۳۵۵)
- مردی در آتش (۱۳۵۵)
- رانده شده (۱۳۵۴)
- الکی خوش (۱۳۵۳)
- فرار از بهشت (۱۳۵۳)
- ماشین مشتی ممدلی (۱۳۵۳)
- مرد شب (۱۳۵۳)
- نعمت نفتی (۱۳۵۲)
- حسن دینامیت (۱۳۵۱)
- فاتح دل‌ها (۱۳۵۱)
- جان سخت (۱۳۵۰)
- بهرام شیردل (۱۳۴۷)
- چهار درویش (۱۳۴۷)
- علی بابا و چهل دزد (۱۳۴۶)
- لیلی و مجنون (۱۳۳۵)